# Laudelino Freire
Laudelino de Oliveira Freire (Lagarto, 26 de janeiro de 1873 — Rio de Janeiro, 18 de junho de 1937) foi um advogado, jornalista, professor, político, crítico literário, crítico de arte e filólogo brasileiro.
Foi professor catedrático do Colégio Militar, tendo lecionado várias disciplinas. É o autor do Grande e Novíssimo Dicionário da Língua Portuguesa (1939-1944), de publicação póstuma, em cinco volumes. Também escreveu Um Século de Pintura: 1816 - 1916, que é uma referência básica no estudo da pintura no Brasil do século XIX.

## Obras
- Um século de pintura: apontamentos para a historia da pintura no Brasil de 1816 a 1916. 1916.
- Clássicos brasileiros: breves notas para a história da literatura philológica nacional. Ed. da Revista de lingua portuguesa, Rio de Janeiro 1923. (Clássicos brasileiros. 1).
- Grande e novíssimo dicionário da língua portuguesa. 3. Auflage. Olympio, Rio de Janeiro 1957. Vols. 1–5.
- A arte da pintura do Brasil: these avulsa. na: Revista do Instituto Histórico Brasileiro. 98, 1970, S. 778–811.
- Regras práticas para bem escrever. Lótus do Saber, Rio de Janeiro 2000, ISBN 85-87546-03-1.  (Ensinamentos de gramática e estilo atualizados por Antonio Olinto).

Editorial
- Sonetos brasileiros: seculo XVII-XX. Organizado por Laudelino Freire. F. Briguiet, Rio de Janeiro 1913. (InternetArchive). (Coleção de 500 sonetos, com 481 retratos).
- Revista de língua portuguesa: arquivo de estudos relativos ao idioma e literatura nacional. Rio de Janeiro. 1, 1919 – 7.1926.

## Academia Brasileira de Letras
Foi membro da Academia Brasileira de Letras, ocupante da cadeira 10, de 16 de novembro de 1923 a 18 de junho de 1937.